# Hõreda
Hõreda es una localidad del municipio de Rapla en el condado de Rapla, Estonia. 

## Población
En el censo del año 2000 contaba con una población de 36 habitantes, 29 en el año 2011, y 17 en el último censo de 2021. Así, su densidad poblacional es de 4.035/km². 

## Área
Se encuentra ubicada en el centro-este del condado, cerca del río Vigala y de la frontera con los condados de Järva y Harju.
Tiene una extensión de 4.213 km².